# Lafoea annulata
Lafoea annulata is een hydroïdpoliep uit de familie Lafoeidae. De poliep komt uit het geslacht Lafoea. Lafoea annulata werd in 2003 voor het eerst wetenschappelijk beschreven door Watson. 